# Jean Carper
Jean Carper (1932) è una giornalista e saggista statunitense, nota come divulgatrice di argomenti medico-dietetici. È autrice di 23 libri.
Il suo libro La farmacia naturale (The Food Pharmacy), del 1988, sul potere farmacologico degli alimenti – cioè su come certi cibi possano avere un effetto curativo e preventivo – è stato un best seller negli USA ed è stato pubblicato in Italia da Sperling & Kupfer. La stessa casa editrice ha pubblicato in italiano, di Jean Carper, La giovinezza vien mangiando (Stop Aging Now!), Mangia bene e starai meglio (Food: Your Miracle Medicine) e Mangiare sano con la farmacia naturale (The Food Pharmacy Guide to Good Eating).